# سورس میوزیک
سورس میوزیک (انگلیسی: Source Music) شرکت نشر موسیقی کره‌ای است، که در سال ۲۰۰۹ تأسیس شد.